# Османска морнарица
Отоманска морнарица (тур. Osmanlı Donanması, отомански турски دوننماى همايون), позната и као Отоманска флота, основана је почетком 14. века након што се Османско царство први пут проширило до мора 1323. заузимањем Карамурсела, места првог османског бродоградилишта и језгра будуће морнарице. Током свог дугог постојања била је укључена у многе сукобе и потписала је бројне поморске уговоре. На свом врхунцу, морнарица се проширила до Индијског океана, упутивши експедицију у Индонезију 1565. године.
Током већег дела своје историје, морнарицу је водио капудан-паша (велики адмирал; дословно „капетан паша“). Овај положај је укинут 1867. године, када га је заменио министар морнарице (тур. Bahriye Nazırı) и одређени број команданата флоте (тур. Donanma Komutanları). Након завршетка Отоманског царства и проглашења Републике Турске 1923. године, традиција морнарице настављена је са модерним турским поморским снагама.

## Историја

### Пред-отоманске турске флоте
Прву турску поморску флоту у Анадолији, која се састојала од 33 једрењака и 17 веслачких бродова, Чакас је 1081. године формирао у луци Смирна (Измир), након његовог освајања Смирне, Воурле (Урле), Кисоса (Чешме), Фокеје (Фоче) и Теоса (Сигачик) на егејској обали Анадолије исте године. Чакасова флота извршила је препад на Лезбос 1089. и Хиос 1090. године, пре него што је 19. маја 1090. поразила византијску флоту у близини острва Инусеса код Хиоса, што је означило прву велику поморску победу анадолских Турака у поморској бици. 1091. године Чакасова флота извршила је препад на острва Самос и Родос у Егејском мору, али су је потом поразили и протерали византијски адмирали Константин Даласенос и Јован Дука. 1095. године Чакасова флота извршила је препад на стратешки лучки град и Адрамитијски залив (Едремит) на егејској обали Анадолије и град Абидос у Дарданелском мореузу.
Румски селџучки султан Кајкубад I освојио је Алању и ту формирао поморски арсенал. Алања је постала матична лука флоте Селџука у Средоземном мору. Кајкубад I је касније формирао флоту у Црном мору са седиштем у Синопу, која је под командом Амира Чупана освојила делове полуострва Крим и Судак на Азовском мору (1220–1237).

### Успон (1299–1453)

#### Проширење на Егејско, Црно, Јонско и Јадранско море
Освајање острва Калолимно у Мраморном мору 1308. обележило је прву отоманску поморску победу. Отоманска флота је извршила прво искрцавање на Тракију 1321. године. Прва отоманска тврђава у Европи изграђена је 1351. године, а анатолијске обале стратешког Босфорског мореуза у близини Константинопоља 1352. године, и обе обале једнако стратешког Дарданелског мореуза освојила је отоманска флота.
1373. године извршена су прва искрцавања и освајања на егејским обалама Македоније, што је праћено првом отоманском опсадом Солуна 1374. године. Прво отоманско освајање Солуна и Македоније завршено је 1387. Између 1387. и 1423. године отоманска флота је допринела територијалном ширењу Отоманског царства на Балканском полуострву и црноморским обалама Анадолије. Након првих освајања млетачких територија у Мореи (старо име Пелопонеза), први отоманско-млетачки рат (1423—1430) је почео.
У међувремену, отоманска флота је наставила да доприноси ширењу Отоманског царства у Егејском и Црном мору, освајањима Синопа (1424), Измира (1426) и поновним освајањем Солуна од Млечана (1430). Османска флота је поново освојила Албанију искрцавањем између 1448. и 1479. године.

### Раст (1453–1683)
1453. Отоманска флота учествовала је у историјским освајања Константинопоља, Гокчеаде, Лимноса и Тасоса. Освајање војводства Атине и Деспотовине Мореје завршено је између 1458. и 1460. године, након чега је уследило освајање Трапезунтског царства  и Ђеновске колоније Амасре 1461. године, што је довело до краја и последње остатке Византијског царства. 1462. године отоманска флота је освојила ђеновска острва северног Егејског мора, којима је управљала породица Гатилузио, укључујући и њихов главни град Митилену на острву Лезбос. Уследио је Млетачко-турски рат 1463-1479. У наредном периоду отоманска флота је стекла више територија у Егејском мору и 1475. године крочила је на Крим на северним обалама Црног мора. До 1499. ово је праћено даљим ширењем на обале Црног мора (попут освајања Грузије 1479. године) и на Балканско полуострво (попут коначног поновног освајања Албаније 1497. године и освајања Црне Горе 1499. године). Губитак венецијанских тврђава у Црној Гори, у близини стратешког Херцег Новог, покренуо је Млетачко-турски рат 1499-1503, током којег је турска флота поразила венецијанске снаге у бици код Зончиа (1499) и бици код Модона (1500). До 1503. године османска флота извршила је препад на североисточне јадранске обале Италије и потпуно заузела млетачке земље на Мореи, обали Јонског мора и југоисточној обали Јадранског мора.
Према Ћатипу Челебији (Мустафа хаџи-Калфа), типична отоманска флота средином 17. века састојала се од 46 пловила (40 галија и 6 маона) чија је посада била 15.800 људи, отприлике две трећине (10.500) били су веслачи, а преостали (5.300) борци.

#### Проширење на Левант и Магреб, операције на западном Медитерану
Почевши од освајања Сирије 1516. године, османска флота Селима I започела је ширење османских територија према Леванту и медитеранским обалама Северне Африке. Између 1516. и 1517. године Алжир је од Шпаније освојен снагама Оруча Барбаросе Реиса, који је изјавио своју оданост Османском царству, што је праћено освајањем Египта и крајем царства Мамелука 1517. године. 1522. године стратешко острво Родос, тада седиште витезова Светог Јована, освојила је морнаричка флота Куртоглу Муслихидин Реиса; Сулејман I пустио је витезове да напусте острво, а они су своју базу преселили прво на Сицилију, а касније на Малту.
Отоманска флота је 1527. године учествовала у освајању Далмације, Хрватске, Славоније и Босне. 1529. године отоманска флота под воћством Салиха Реиса и Ајдина Реиса уништила је шпанску флоту Родрига Портундоа у близини острва Форментера. Након овога је уследило прво освајање Туниса од Шпаније и освајање Морее (старо име Пелопонеза) од стране снага Хајрудина Барбаросе, чија флота је касније освојила острва која су припадала Егејском војводству 1537. године. После тога, османска флота је опколила млетачко острво Крф и искрцала се на обале Калабрије и Апулије, што је приморало Млетачку републику и Хабзбуршку Шпанију са Карлом V да од папе затражи стварање Свете лиге коју чине Шпанија, Млетачка република, република Ђенова, папске државе и малтешки витезови. Заједничком флотом командовао је водећи адмирал Карла V, Андреа Дорија. Света лига и отоманска флота под командом Хајрудина Барбаросе састали су се септембра 1538. године у бици код Превезе, која се често сматра највећом турском поморском победом у историји. 1543. године отоманска флота је са француским снагама учествовала у опсади Нице, која је у то време била део војводства Савој. После тога, Франсоа I Валоа омогућио је османској флоти да презими у француској луци Тулон. Ово јединствено османско зимовање у Тулону (понекад се непрецизно назива окупацијом; Османлије су само презимиле зиму и нису наметале никакав облик управљања становништву) омогућило је Османлијама да нападају хабзбуршке шпанске и италијанске луке (непријатељи Француске); напустили су Тулон у мају 1544. Матракчија Насух, османски јањичар из 16. века, полихистор и мајстор мачевања, учествовао је у зимовању у Тулону.
1541, 1544, 1552. и 1555. шпанско-италијанска флота Карла V под командом Андреа Дорије поражена је у Алжиру, Напуљу, Понци и Пјомбину.

#### Операције у Индијском океану и последња освајања у северној Африци
У међувремену је Отоманска флота Индијског океана, са седиштем у Суецу и Басри, у неколико наврата поразила португалске снаге у близини Арабијског полуострва, освојивши Аден и Јемен (1538–1539) који су били важне португалске луке, заједно са Џедом, Џибути на обали Црвеног мора. Османска опсада Дијуа 1538. године, која је имала за циљ уклањање Португалаца из Индије, није успела да постигне овај циљ.
Између 1547. и 1548. године Јемен је поново освојен од стране Португалаца, док су у Персијском заливу и Арабијском мору 1552. године освојене друге важне португалске луке попут Омана и Катара  али Османлије нису успеле да заузму острво Хормоз и стога је контрола Персијског залива остала чврсто у португалским рукама.
1565. године султанат Аћех на Суматри (Индонезија) прогласио је оданост Османском царству, а 1569. године османска флота Куртоглу Хизир Реиса допловила је у нове луке попут Дебала, Сурата, Јањире и на крају крочила на Аћех, са добро опремљеном флотом од 22 брода, обележавајући најисточнију османску територијалну експанзију.
Османска поморска победа у бици код Превезе 1538. године и битка код Ђербе 1560. године обезбедила је османску превласт у Средоземном мору током неколико деценија, све док Османлије нису претрпеле свој први војни пораз од Европљана у бици код Лепанта (1571). Али пораз код Лепанта, упркос томе што се у Европи много славио, представљао је само привремени застој: није могао да преокрене османско освајање Кипра, а у року од годину дана Османлије су изградили једнако велику флоту, која је 1574. освојила Тунис од Шпаније. Овим је завршено османско освајање Северне Африке, после операција османске флоте под Торгут Реисом која је раније освојила Либију (1551); и флоте под Салихом Реисом која је 1553. освојила обале Марока иза Гибралтарског мореуза.

#### Операције у Атлантском океану
Почев од почетка 17. века, османска флота је почела да се упушта у Атлантски океан (раније је Кемал Реис допловио на Канарска острва 1501. године, док је флота Мурата Реиса Старијег заузела Ланзароте са Канарских острва 1585. године). 1617. године османска флота је заузела Мадеиру у Атлантском океану, пре него што је у августу 1625. године извршила препад на Сасекс, Плимут, Девон, Хартланд Поинт, Корнвол и друге грофовије западне Енглеске. 1627. године османски морнарички бродови у пратњи Берберских гусара под вођством Мурата Реиса Млађег заузели су острво Лунди у Бристолском каналу, које је служило као главна база за османске поморске операције у северном Атлантику наредних пет година. Упали су у Шетландска острва, Фарска острва, Данску-Норвешку, Исланд и Вестманаеијар. Између 1627. и 1631. године, исте османске снаге такође су извршиле препад на обале Ирске и Шведске. Османски бродови су се касније појавили поред источних обала Северне Америке, посебно виђени у енглеским колонијама попут Њуфаундленда и Вирџиније.

#### Црноморске операције
Пре Османлија, султан Румског султаната, Алаедин Кејкубад I, формирао је црноморску флоту са седиштем у Синопу, која је под заповедништвом Амира Чупана освојила делове полуострва Крим и Судак на Азовском мору између 1220. и 1237.
У годинама након освајања Цариграда 1453. године, Турци Османлије доминирали су Медитераном са својим флотама галија. 1475, турски султан Мехмед II имао је 380 галија под командом Гедик Ахмед-паше, чија флота је освојила грчку Кнежевину Теодоро заједно са ђеновским-административним кримским градовима Чембало (Балаклава), Солдаја и Феодосија (турски "Кефе"). Као резултат ових освајања, почев од 1478. године, Кримски канат је постао вазална држава и протекторат Османског царства, који је трајао до 1774.
Неуспех опсаде Малте 1565. године и победа морнарица Свете лиге над Османлијама у бици код Лепанта 1571. године указали су на то да је клатно почело да се креће у супротном смеру, али Црно море је, у то време, сматрано „турским језером“. Преко стотину година османска поморска надмоћ у Црном мору почивала је на три стуба: Турци Османлије су контролисали турске теснаце и ушће Дунава; ниједна држава у региону није могла прикупити ефикасне поморске снаге; и практично одсуство пиратерије на Црном мору. Међутим, после 1550-их, почели су чести поморски напади Запорошких козака који су означили велику промену у контроли Црног мора. Козачки бродови, шајке, могли су да приме до седамдесет мушкараца. Имале су предност над османским галијама у томе што су их биле мале и ниске у води, било их је тешко уочити и биле су лаке за управљање. Почетком 1600-их, козаци су могли да окупе флоте до 300 таквих чамаца и пошаљу их у сваки угао Црног мора. Они су почели нападе на велике градове као што су Феодосија, Варна, Трабзон, па чак и предграђа Цариграда.
Гијом Левасер де Боплан, француски војни инжењер, из прве руке је пружио извештај о козачким операцијама и њиховој тактици против турских бродова и градова на обали Црног мора. Врхунац напада козака наступио је 1637. године, када је велика група Запорошких и Донских Козака опколила тврђаву Азов. После двомесечне копнене и морске битке, тврђаву су освојили Козаци.
Отоманска морнарица такође се укључила у блокаде западне обале Грузије током шеснаестог и седамнаестог века како би приморала локална краљевства да се потчине.

### Стагнација (1683–1827)
Крајем 17. и у 18. веку, међутим, операције отоманске флоте биле су углавном ограничене на Средоземно море, Црно море, Црвено море, Персијски залив и Арабијско море. Дуготрајни османско-млетачки рат 1645–1669 завршио се османском победом и завршетком освајања Крита, обележавајући територијални зенит Царства. 1708. године постигнут је још један дуготрајни циљ, освајање Орана (последњег шпанског упоришта у Алжиру).
18. век је био период мртве тачке за османску флоту, са бројним победама које су биле изједначене са бројним поразима. Важне османске поморске победе у овом периоду укључивале су поновно освајање Молдавије и Азова од Руса 1711. године. У Млетачко-турском рату 1714–1718. поново је освојена Мореа од Млечана и елиминисано последње млетачко острвско упориште на Егеју.
Међутим, током руско-турског рата 1768–1774, османска флота је уништена у бици код Чесме (1770). У следећем руско-турском рату (1787–1792) поново су доживели бројне поморске поразе од руске црноморске флоте под управом адмирала Фјодора Ушакова.
Током грчког рата за независност (1821–1829), грчка побуњеничка морнарица која се састојала од преуређених трговачких бродова првобитно је оспоравала османску надмоћ у Егеју, блокирајући османске утврде у Мореји и доприносећи њиховом заузимању од стране грчких копнених снага. После интервенције османског ејалета у Египту 1824. године, далеко надмоћнија османско-египатска флота под командом Ибрахим-паше стекла је предност и успешно напала Крит и Мореју до доласка здружене британско - француско-руске флоте која је уништила већи део османско-египатских поморских снага у бици код Наварина 1827.

#### Дунавска флота
Величина дунавске флоте османске морнарице у време Великог турског рата крајем 17. века била је 52 пловила (4 галије, 28 фрегата и 20 речних чамаца са равним дном) у којима је било 4.070 људи.

### Пад (1827–1908)
У 19. веку забележен је даљи пад османске поморске моћи, упркос повременом опоравку. После пораза против комбиноване британско-француско-руске флоте у бици код Наварина 1827. године, султан Махмуд II дао је приоритет развоју јаке и модерне османске поморске снаге. Први парни бродови османске морнарице набављени су 1828. 1829. године највећи светски ратни брод дуги низ година, 201 x 56 кадема (1 кадем = 37,887 cm) или 76,15 м x 21,22 м, Линијски брод Махмудије]], који је имао 128 топа на 3 палубе и 1.280 морнара, изграђен је за Османску морнарицу у Царском арсеналу на Златном рогу у Цариграду. 1830-их је у отоманску морнарицу регрутовано око 2.500 хришћанских морнара (углавном Јермена и Грка). То је изазвало негативне реакције хришћанских заједница. Многи Грци са Родоса и Хиоса побегли су на суседна мања острва. 1847. хришћански морнари захтевали су своје свештенике и капеле на ратним бродовима, што је одбијено на основу шеријата. Велики адмирал и велики везир били су наклоњени захтевима хришћана, али је Шеих ул-ислам прогласио да су хришћанске службе на броду једнаке изградњи нових цркава, а самим тим забрањене верским законом.
1875. године, за време владавине султана Абдула Азиза, Османска морнарица имала је 21 бојни брод и 173 друге врсте ратних бродова, сврставајући се у трећу по величини морнарицу на свету после британске и француске морнарице. Али огромна величина морнарице представљала је превелик терет да би је османска економија у колапсу могла одржати. Абдулхамид II је био свестан да је царству потребна морнарица да би се заштитила од непрестано растуће руске претње. Међутим, османска економска криза 1875. године и додатни финансијски терет катастрофалног руско-турског рата (1877–1878) лишили су Османско царство финансијских средстава и економске независности да би одржало и модернизовало велику флоту. Друга половина 19. века била је период открића на пољу бродоградње. Отоманска морнарица је брзо застаревала и требало је заменити све ратне бродове једном у деценији како би ишла у корак са темпом технолошког напретка - што, с обзиром на суморно стање у економији, очигледно није била опција.
Поменуте подморнице су покушај да се стекне предност над грчком морнарицом (која је имала само једну подморницу Норденфелт, мању и старију верзију). Међутим, брзо се схватило да - као и друге подморнице Норденфелт које је наручила Русија - пате од проблема са стабилношћу и да их је превише лако потопити на површини. Турци нису могли да пронађу посаду која је била вољна да служи на примитивним подморницама. Абдул Хамид на крају је трунуо на пристаништу, док Абдул Мецид никада није био потпуно довршен.

### Распуштање (1908–1922)
Након младотурске револуције 1908. године, Одбор за унију и напредак који је ефикасно преузео контролу над земљом тежио је развоју јаких османских поморских снага. Лоше стање флоте постало је очигледно током Османске поморске параде 1910. године, и основана је Османска морнаричка фондација  у циљу куповине нових бродова путем јавних донација. Они који су давали донације добијали су различите врсте медаља према величини њихових доприноса.
Османска морнарица је 1910. године од Немачке купила два бојна брода предреднота: СМС Вајсенбург и  СМС Курфирст Фридрих Вилхелм. Ови бродови су преименовани у Тургут Реис односно Хајрудин Барбароса.
Италијанско-турски рат 1911–1912 и балкански ратови 1912–1913 показали су се погубним за Османско царство. У првом, Италијани заузели Отоманску Триполитанију (данашња Либија) и острва Додеканез у Егејском мору и Италијанска краљевска ратна морнарица поразила је османлијске лаке поморске снаге у борбама код Превеза, Бејрута и Кунфуда заливу. У овом другом, мања грчка флота успешно се показала са османским бојним бродовима у поморским биткама код Елија и Лемноса. Боље стање грчке флоте у Егејском мору током Балканских ратова довело је до ослобађања свих егејских острва под контролом Османлија, осим оних на италијанском окупираном Додеканезу. Такође је спречила османско појачање и снабдевање у копненим биткама на Балканском полуострву, где је Балкански савез изашао као победник. Једини османски поморски успех током Балканских ратова биле су акције лаке крстарице Хамидије под командом Рауфа Орбаја.
После Балканских ратова, Османлије су и даље биле у спору око суверенитета северноегејских острва са Грчком. Морнарички трка уследила у 1913-1914, са  наручивањем великих Дреднот бојних бродова, као што су Sultan Osman-i Evvel и Resadiye са горе поменутим јавним донацијама Фондацији отоманске морнарице. Иако је Истанбул извршио потпуну уплату за оба бојна брода и послао турску делегацију у Британију да их покупи по завршетку њихових морских проба, Уједињено Краљевство их је конфисковало приликом избијања Првог светског рата у августу 1914. године и преименовало их у HMS Agincourt и HMS Erin. То је код османске јавности изазвало прилично лошу реакцију према Британији, а Немачко царство је искористило ситуацију када су бојни крсташ СМС Гоебен и лака крстарица СМС Бреслау стигли на Дарданеле и ступили у службу у Османској морнарици. Ови догађаји су значајно допринели одлуци Високе порте да у Први светски рат уђе на страну централних сила. Међутим, Немачка и Османлије су већ потписале тајни савез, османско-немачки савез, 2. августа 1914, пре британске заплене бродова.

#### Први светски рат и последице
Прва војна акција Османлија у Првом светском рату био је изненадни напад Османске морнарице на руску црноморску обалу 29. октобра 1914. Поморски напад подстакао је Русију и њене савезнике, Британију и Француску, да објаве рат Османском царству у новембру 1914. Током Првог светског рата, Османска морнарица ангажовала је силе Антанте у Средоземном и Црном мору.
1915. године у бици код Галипоља, британска и француска флота нису успеле да прођу кроз Дарданелски мореуз захваљујући тешким турским утврђењима постављеним уз мореуз, и жестоким борбама турских војника на копну, мору и у ваздуху.  Током битке британска подморница потопила је Хајрудина Барбаросу 8. августа 1915.
У последњој години Првог светског рата, док се враћао из бомбардерске мисије савезничке луке Мудрос на грчком острву Лимнос, Мидили је 20. јануара 1918. налетео на минско поље између Лимноса и Гокчеаде и потонуо након што је тешко оштећен са пет узастопних минских погодака. Током мисије, Мидили, заједно са Јавуз Султан Селимом, успео је да потопи два британска ратна брода и, као и транспортни брод тежак 2000 тона, и бомбардовао је луку Мудрос, заједно са комуникационим постовима и ваздушним пољима савезника на другим деловима Лимноса. Бојни крсташ Јавуз Султан Селим постао је један од најактивнијих османских ратних бродова током Првог светског рата; бомбардовао је бројне луке на Црном и Егејском мору, истовремено ступајући у контакт са руским бојним бродовима дреднот Imperatritsa Mariya класе и потапајући одређени број руских и британских ратних бродова и транспортних пловила.
По завршетку Првог светског рата, победнички савезници распустили су Отоманску морнарицу и велики бродови отоманске флоте одвучени су на Принчевска острва у Мраморном мору под контролом савезничких ратних бродова или закључани унутар Златног рога.
После проглашења независности Републике Турске 1923. године, преостали главни ратни бродови бивше отоманске флоте су ремонтовани, поправљени и модернизовани, док су набављени нови бродови и подморнице. .

## Адмирали
Познати османски адмирали укључују:
- Кемал Реис, који је два пута победио млетачку флоту у Првој бици код Лепанта 1499. и Другој бици код Лепанта 1500.
- Хајрудин Барбароса, који је победио флоту Свете лиге Карла V под командом Андреа Дорије на острву Пенон 1531, бици код Превезе 1538. и Алжира 1541.
- Торгут Реис (на западу познат као Драгут), који је 1551. освојио Либију и победио флоту Карла V под командом Андреа Доријеа у бици код Понце 1552. године.
- Пијале-паша, који је победио Свету лигу Филипа II Шпанског под командом Ђованија Андреа Дорије у бици код Ђербе 1560.
- Оруч Барбароса, који је успоставио османско присуство у северној Африци које је трајало четири века.
- Салих Реис, који је 1553. освојио Мароко и проширио османску територију у Атлантски океан.
- Улуџ Али Реис, који је обновио османску доминацију над Медитераном након Треће битке код Лепанта 1571. и освојио Тунис од Шпаније 1574.
- Мурат Реис, који се борио против Португалаца у Индијском океану између 1552. и 1554. године и заузео Ланзароте Канарских острва у Атлантском океану 1585. године.
- Сејди Али Реис, који се борио против Португалаца у Индијском океану 1554. године, а познат је по књигама путовања које су преведене на многе језике
- Куртоглу Муслихидин Реис, који је играо важну улогу у освајањима Египта 1517. године и Родоса 1522. године, и основао Османску флоту Индијског океана са седиштем у Суецу, којом је касније командовао његов син Куртоглу Хизир Реис, који је водио османску поморску експедицију у Аћех (1568–1569) која је означила најисточнију територијалну експанзију Османског царства.

Османски адмирал и картограф Пири Реис израдио је мапе и књиге о пловидби, укључујући његову прву карту света (1513) која је једна од најстаријих сачуваних мапа Америке и вероватно најстарија сачувана мапа Антарктика. Прва мапа света (1513) и друга мапа света (1528) Пири Реиса данас се чувају у библиотеци палате Топкапи у Истанбулу. Остала дела Пири Реиса чувају се у Поморском музеју у Истанбулу.

## Галерија
- „Гоке“ (1495) је био главни брод Кемала Реиса
- Барбаросина галија током његовог похода на Француску (1543–1544)
- Хајрудин Барбароса
- Торгут Реис
- Пири Реис
- Пијале-паша
- Улуџ Али
- Морнаричка униформа 1910
- Морнаричка униформа 1916–1925
- Морнаричке униформе од 1915

## Бродови
- List of battleships of the Ottoman Empire
- List of cruisers of the Ottoman Navy
- List of major surface ships of the Ottoman steam navy
- List of mine warfare vessels of the Ottoman steam navy
- List of non-combat vessels of the Ottoman steam navy
- List of patrol vessels of the Ottoman steam navy
- List of sail frigates of the Ottoman Empire
- List of ships of the line of the Ottoman Empire
- List of wrecked or lost ships of the Ottoman steam navy

## Представе у популарној култури
- Отоманска морнарица и адмирал Хајрудин Барбароса приказани су у роману The Sultan's Admiral: Barbarossa: Pirate and Empire Builder, Ернле Брадфорд.
- Отоманска морнарица, адмирал Торгут Реис и опсада Малте приказани су у роману Религија Тима Вилокса.
- Отоманска морнарица и адмирал Кемал Реис приказани су у роману Султанов кормилар Роберта Колбурна.